# Мустакас, Теодор
Теодо́р Д. «Тед» Муста́кас (англ. Θεόδωρος Μουστάκας, англ. Theodore D. «Ted» Moustakas; род. Греция) — американский учёный-физик и инженер греческого происхождения, профессор Инженерного колледжа Бостонского университета. Специалист по фотонике и оптоэлектронике, один из пионеров и ведущих мировых экспертов в области молекулярно-пучковой эпитаксии. Член Американского физического общества (1994), Электрохимического общества (1997), Национальной академии изобретателей (2012), Института инженеров электротехники и электроники (2014) и Группы греческих учёных Бостона (2014). Почётный доктор Университета имени Аристотеля в Салониках (2003). Имеет h-индекс, равный 61, и был процитирован более 16 060 раз.

## Биография
Родился в небольшой деревне в Греции.
Окончил Университет имени Аристотеля в Салониках со степенью бакалавра физики (1964) и Колумбийский университет со степенями магистра и доктора философии в области твёрдотельной науки и инженерии (1974).
В 1966—1968 годах — радиофизик в онкологическом институте «Теагенио» (англ. Θεαγένειο Αντικαρκινικό Ινστιτούτο, сегодня — Фессалоникийская онкологическая больница «Теагенио», англ. «Θεαγένειο» Αντικαρκινικό Νοσοκομείο Θεσσαλονίκης, Салоники, Греция).
В 1969—1974 годах — лаборант-исследователь в Лаборатории IBM имени Т. Дж. Уотсона (Колумбийский университет).
В 1974—1977 годах — научный сотрудник в Гарвардском университете.
В 1977—1987 годах — старший научный сотрудник Exxon Corporate Research Laboratories.
С 1987 года — профессор департамента электротехники и компьютерной инженерии Бостонского университета.
Приглашённый преподаватель Принстонского университета (1985), Индийской ассоциации содействия развитию науки (1989), Университета имени Аристотеля в Салониках (1999—2001, 2003) и Массачусетского технологического института (2001—2002).
В 1989 году назначен техническим консультантом Организации Объединённых Наций по промышленному развитию (UNIDO).
Эмерит-профессор департамента физики и отделения материаловедения и инженерии, а также выдающийся профессор фотоники и оптоэлектроники Бостонского университета (2014).
Автор нескольких книг и множества статей в реферируемых научных журналах.
Обладатель множества патентов.
Специальный редактор реферируемых научных журналов «Journal of Vacuum Science and Technology» и «Journal of Electronic Materials».
Лауреат премии «MBE Innovator» (2010), вручаемой учёным, внёсшим заметный вклад в развитие технологии молекулярно-пучковой эпитаксии.

## Разбирательство с компанией Apple
2 июля 2013 года Теодор Мустакас подал иск в суд на корпорацию Apple за нарушение его патентного права, потребовав выплаты 74,4 млн долларов в качестве возмещения ущерба. По его словам, компания использовала патент на изобретённую им технологию для разработки смартфонов iPhone, планшетов iPad и ноутбуков MacBook Air. Авторское свидетельство на данный патент учёный получил в ноябре 1997 года, факт чего подтвердил Бостонский университет.